# سیارک ۴۹۷۷
سیارک ۴۹۷۷ (به انگلیسی: 4977 Rauthgundis، نامگذاری:2018P-L) چهار هزار و نهصد و هفتاد و هفتمین سیارک کشف شده‌است که در ۲۴ سپتامبر ۱۹۶۰ کشف شد.
قدر مطلق سیارک برابر ۱۳٫۷۰ است.